# Teoria Geral do Esquecimento
Teoria Geral do Esquecimento é um romance de 2012 do autor angolano José Eduardo Agualusa.
O romance conta a história de uma mulher angolana que se tranca no seu apartamento com o seu país à beira da independência. Ela tenta se afastar do mundo externo por três décadas até encontrar um jovem que a informa sobre as mudanças radicais que ocorreram no país nos anos que passaram. O livro baseia-se nos eventos da vida real.
Escrito na língua nativa do autor, o português, foi traduzido para o inglês por Daniel Hahn em 2015. O romance marcou a continuação da longa colaboração da Hahn com Agualusa. A versão inglesa do romance recebeu aclamação do público ocidental.
O romance apareceu na lista curta para o Prémio Internacional Man Booker de 2016, perdendo para Chaesikju-uija, de Han Kang. O romance foi o vencedor do Prémio Literário Internacional IMPAC de Dublim de 2017, o maior prémio literário do mundo (cem mil euros).

## Enredo
O romance passa-se em Luanda, nas vésperas e logo após da independência de Angola de Portugal. A guerra pela independência deixou a área num estado tumultuado e perigoso por mais de doze anos. Além disso, as tensões entre as forças anticoloniais (financiadas pela União Soviética) indicam que pode haver violência e terror continuados após a independência ser alcançada.
O romance gira em torno de Ludo, uma mulher portuguesa que vive na capital angolana. No meio de toda a violência e caos causados pelos confrontos do movimento anticolonial com as autoridades portuguesas, ela decide isolar-se da sociedade, fechando-se no seu apartamento de cobertura. Ela fornece sustento para si mesma cultivando legumes e atraindo pombos para dentro do apartamento através de uma janela. Ela incinera os seus móveis para conseguir calor. A história é contada através da sua perspetiva ao longo de trinta anos. A única informação que ela recebe sobre o mundo exterior e a situação política que enfrenta vem das notícias no rádio, ou quando escuta as conversas dos vizinhos.
Esta situação é alterada quando ela se encontra com Sabalu, um jovem que tenta assaltar o seu apartamento. Através das suas interações, ela descobre os eventos que abalaram Angola desde sua auto-ostracização três décadas antes.

## Receção crítica
O livro, devido ao seu conceito de restringir uma protagonista a uma sala específica, foi comparado ao livro O Quarto de Jack de Emma Donoghue.
Os críticos elogiaram Agualusa pela temática escolhida, afirmando que ele era responsável por abrir "o mundo da África de língua portuguesa para a comunidade de língua inglesa". Ele atraiu mais elogios críticos pela maneira como ele condensou um conflito complicado num pacote "sucintamente resumido e facilmente compreensível".
O romance foi reconhecido nas listas longas e curtas para o Prémio Internacional Man Booker de 2016. Ele compete sob as regras revisadas, que colocam uma ênfase maior nas obras traduzidas. No entanto, o prémio final foi dado a Chaesikju-uija, de Han Kang.
O romance foi o destinatário do Prémio Literário Internacional IMPAC de Dublim de 2017, que, com uma recompensa monetária de cem mil euros, é o maior prémio literário. De acordo com as regras do prémio, Agualusa e Hahn compartilharão o prémio ao longo de uma divisão de 75:25, respetivamente. Agualusa afirmou que pretendia usar parte da recompensa para "realizar um sonho de toda a vida" e construir uma biblioteca pública na ilha de Moçambique, a sua casa adotiva.